# Gzin Dolny
Gzin Dolny – wieś w Polsce, położona w województwie kujawsko-pomorskim, w powiecie bydgoskim, w gminie Dąbrowa Chełmińska. W latach 1975–1998 miejscowość administracyjnie należała do województwa bydgoskiego.

## Położenie
Miejscowość położona jest w gminie Dąbrowa Chełmińska, powiecie bydgoskim, na historycznej Ziemi Chełmińskiej. Wieś położona jest u podnóża zbocza Doliny Dolnej Wisły. W związku z tym topografia wsi jest urozmaicona. 

## Nazwa
Nazwę wsi wywodzi się od rzeczownika giez, oznaczającego dokuczliwego, gryzącego insekta, owada. W najstarszych źródłach pisanych, Gzin pojawia się jako: Kysin, Kschin, Gzyne, Gdzyn. 

## Charakterystyka

### Przyroda
Wieś położona jest na obszarze o wysokich walorach przyrodniczych. Od południa graniczy z dużym kompleksem leśnym o urozmaiconym drzewostanie. W sąsiedztwie wsi, w pewnym oddaleniu zlokalizowane są cztery rezerwaty przyrody: rezerwat przyrody Linje, chroniący torfowisko, Las Mariański, Wielka Kępa Ostromecka oraz Reptowo. W 2003 teren otaczający wieś od południa włączono w obszar Zespołu Parków Krajobrazowych Chełmińskiego i Nadwiślańskiego. 

## Historia
Nazwę miejscowości (Gzyne) wymieniono 5 sierpnia 1222 roku w akcie nadania przez księcia Konrada Mazowieckiego rozległych posiadłości w ziemi chełmińskiej na rzecz biskupa misyjnego Prus Chrystiana. Gzin Dolny powstał w XIX wieku w ramach separacji gruntów chłopskich i folwarcznych pruskiej ustawy uwłaszczeniowej. Przed II wojną światową był częścią wsi Gzin. Wyodrębniono go administracyjnie w latach powojennych. 